# Ayumu Hirano
Ayumu Hirano (平野 歩夢 Hirano Ayumu?), född 29 november 1998 i Murakami i Niigata, är en japansk snowboardåkare.

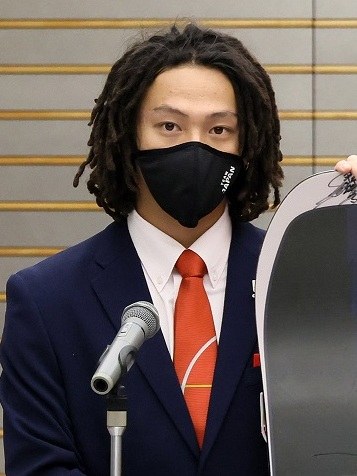
Ayumu Hirano

Han tog silvermedaljer i halfpipe vid olympiska vinterspelen 2014 i Sotji och 2018 i Pyeongchang. Vid olympiska vinterspelen 2022 i Peking tog Hirano guld i samma gren.
Hirano slog igenom internationellt som 14-åring när han tog silver i superpipe vid X Games 2013 i Aspen. Han tog guldmedaljer i superpipe vid X-Games i Oslo 2016 och vid Vinter-X Games Aspen 2018.